# 192TV
192TV is een Nederlandse televisiezender van BR Music, te bekijken als kabelzender en op de schotel. De zender wordt door de meeste providers van digitale televisie doorgegeven.
De uitzendingen van 192TV begonnen eind augustus 2010. De naam verwijst naar de eerste golflengte waarop Radio Veronica uitzond. De zender heeft een hoog retrokarakter. Er worden promotiefilmpjes getoond voor singles uit de tijd dat de zeezender (nog) bestond, soms afgewisseld met later werk. Op 31 augustus 2016 werd in Nijkerk in het pand van het Demis Roussos-museum een afdeling geopend met materiaal uit de Veronica-periode door Willem van Kooten als het 192 Museum.

## Programma
Op de zaterdagmiddag worden clips getoond aan de hand van een oude Nederlandse Top 40 uit de periode 1965-1974; de nationale zaterdagmiddaggebeurtenis. Op zondagmiddag gevolgd door een Top 40 uit de periode 1975-1984. Tussendoor zijn er originele jingles uit de periode van Radio Veronica. In samenspraak met de Stichting Nederlandse Top 40 werd er in 2021 de eerste keer in het bestaan van de televisiezender een overzicht gemaakt, een Top 2500, van 1955 tot en met 1984 die op 192TV werd uitgezonden vanaf Eerste Kerstdag tot en met nieuwjaarsdag, gepresenteerd door Ad Bouman. In 2022 werd er wederom in dezelfde periode de Top 2500 uitgezonden, Ad Bouwman presenteerden de lijst samen met Erik de Zwart.
Volgens Bert van Breda (directeur BR music) kijken dagelijks bijna 200.000 mensen naar 192TV en hebben daarnaast velen het aan staan op de achtergrond.